# 17e étape du Tour de France 1977
La 17e étape du Tour de France 1977, considérée comme un moment important de l'Histoire du Tour de France, a eu lieu le 19 juillet 1977 entre Chamonix (Haute-Savoie) et L'Alpe d'Huez (Isère), en France, sur une distance de 184,5 km. Elle a été remportée par le Néerlandais Hennie Kuiper et a vu le français Bernard Thévenet conserver le maillot jaune pour 8 secondes après une défaillance du Belge Lucien Van Impe, à la fin de l'étape, la Montée de l'Alpe d'Huez.

## Parcours
Le parcours se déroule sur le territoire des départements de la Haute-Savoie, de la Savoie et de l'Isère, et après avoir emprunté le col de la Madeleine et le col du Glandon, il finit par l'ascension des 21 virages menant à la station de ski de sports d'hiver de L'Alpe d'Huez.

## Déroulement de l'étape
Lucien Van Impe, vainqueur haut la main du Tour précédent et 3e du classement général à seulement 33 secondes du maillot jaune, le français Bernard Thévenet, vainqueur du tour 1975, décide d'attaquer à 60 km de l’arrivée à l’Alpe d’Huez, dans les plus durs pourcentages du col du Glandon, qu'il franchit avec une minute et 25 secondes d’avance, qu'il porte à 2 minutes et 45 secondes au pied de l’Alpe d’Huez. Mais il est victime d'une défaillance puis d'une chute sans gravité dans la dernière montée, au cours de laquelle Thévenet lui reprend environ 10 secondes par kilomètre. À 5 km de l'arrivée, le néerlandais Hennie Kuiper, 4e du général à 49 secondes de Thévenet, place un puissant démarrage qui lui permet de gagner haut la main l'étape, mais pas assez pour prendre le maillot jaune, conservé pour seulement 8 secondes, tandis que Van Impe finit 3e à 2 minutes et 6 secondes de Kuiper.